# 名古屋火力発電所 (矢作水力)
名古屋火力発電所（なごやかりょくはつでんしょ）は、かつて名古屋市港区昭和町に存在した石炭火力発電所である。1928年（昭和3年）から1939年（昭和14年）にかけて運転された。
矢作川水系などに水力発電所を多数開発した矢作水力が渇水期の補給用発電所として建設した。出力は一貫して1万4,000キロワット。1939年（昭和14年）に日本発送電へと出資されるが、年内に廃止され設備は別の発電所へと移設された。日本発送電では旧東邦電力の名古屋火力発電所と区別し名古屋東火力発電所と称した。

## 歴史
名古屋火力発電所を建設した矢作水力は、1919年（大正8年）に設立され、愛知・岐阜両県にまたがる矢作川水系上流部の開発にあたっていた電力会社である。1920年代の電源開発の結果、矢作水力は合計出力2万キロワット超に及ぶ6か所の水力発電所を新設していた。ところが水力に偏重した開発の結果、発電力の季節変動という問題が発生する。そのため渇水期には大同電力からの受電で補給して季節変動を一部は抑えていたが、1920年代後半になると季節変動の差分（特殊電力）をそのまま販売するのが困難になった。季節変動をすべて解消するには補給電力の増強が必要であるが、大同電力からの受電増加交渉がまとまらないため、物価低落の折でもあることから自社での補給用発電所を検討するに至る。水力・火力検討の結果、名古屋市港区昭和町における火力発電所新設を決定した。
名古屋港第七号埋立地の昭和町は、周囲が工業地予定地で、陸海運双方の便があり、その海水は水質的に復水器冷却水への使用に支障がなく、水力系統が集まる名古屋変電所（笠寺町所在）にも近く電気的な連絡にも都合がよいという発電所建設の適地であった。昭和町の北側大江町には、矢作水力に先駆けて東邦電力が1925年（大正14年）に名古屋火力発電所を建設している。矢作水力では1927年（昭和2年）に昭和町への火力発電所建設を決定、県有地8,000坪あまりの払い下げを受け同年7月発電所新設認可を得て8月1日起工する。1年余りの工期ののち、1928年（昭和3年）11月18日、矢作水力名古屋火力発電所は竣工した。建設費は174万9930円であった。
発電所出力は1万4,000キロワットで、以後増加することなく推移した。戦時下の電力国家管理では、矢作水力は1938年（昭和13年）8月に逓信省より新設の国策電力会社日本発送電に対する日本発送電株式会社法第4条に基づく電力設備の出資を命ぜられ、名古屋火力発電所を含む電力設備を出資することとなった。そして翌1939年（昭和14年）4月1日の日本発送電設立とともに名古屋火力発電所は同社へと継承された。日本発送電時代は、東邦電力から出資された同名の発電所がそのまま「名古屋火力発電所」を名乗り、旧矢作水力の名古屋火力発電所は「名古屋東火力発電所」と改称された。
しかし日本発送電による名古屋東発電所の運転期間は短く、年内の1939年12月には廃止となった。名古屋東発電所のボイラー・タービン発電機など全設備はボイラー室・タービン室の建屋ごと電力不足著しい中国地方の電源とすべく広島県の坂発電所へと移設され、1941年（昭和16年）6月同地で竣工した。こうして坂発電所へ移設された名古屋東発電所の設備は、中国電力時代の1957年（昭和32年）に新設備建設のため撤去されるまで使用された。

## 設備構成
主要設備は以下の通り。
敷地・建屋
発電所敷地面積は社宅敷地を含め約4179坪。発電所建屋は鉄筋コンクリート構造の3階建てで、総面積は1092平方メートル。
ボイラー
ボイラーはタービン発電機1台に対し1缶になる容量のもので、予備を入れて計3缶設置された。バブコック・アンド・ウィルコックス (B&W) 製のCTM型ボイラーで、汽圧18.17キログラム毎平方センチメートル、汽温358度、蒸発量最大35.4トン毎時、加熱面積800平方メートル。
蒸気タービン
タービンは予備発電所として性能上起動が早い、5,000キロワット付近で能率が高い、据付や運転保守が容易、国産品、という点が考慮され、三菱重工業神戸造船所製の三菱ユングストロームタービンが採用された。設置数は2台。
発電機
発電機はタービン1台につき2台設置されており、全体では2組4台となる。1組あたりの出力は7,000キロワット。力率80パーセント、電圧11キロボルト、周波数60ヘルツ。メーカーは三菱電機。
変圧器
変圧器は補助機器の電源を得る所内用変圧器のみ設置。所内用タービン発電機を持たないため本発電所は単独での運転ができない。
送電線
送電線は自社の水力系統に連絡するため3.2キロメートル離れた名古屋変電所（市内笠寺町所在）との間に架設された。